# Cattedrale di Bagrati
La cattedrale di Bagrati (in georgiano ბაგრატი; ბაგრატის ტაძარი?, Bagratis tadzari) è una cattedrale dell'XI secolo che si trova nella città di Kutaisi, capoluogo della regione di Imereti, in Georgia. La cattedrale, da molte parti riconosciuta come un capolavoro dell'architettura medievale georgiana, è stata recentemente ricostruita, dopo essere rimasta per secoli in rovina.

## Storia
Una delle principali attrazioni turistiche della città di Kutaisi, tanto da esserne uno dei simboli, l'edificio si trova sulla cima della collina di Uk'imerioni. La cattedrale venne costruita nei primi anni dell'XI secolo, durante il regno di Bagrat III che le diede il proprio nome. Un'iscrizione sul muro settentrionale rivela che il pavimento venne posato nel "chronicon 223", cioè nel 1003.
Nel 1692 venne devastata da un'esplosione causata dalle truppe ottomane, che avevano invaso il Regno di Imereti. A causa di questo episodio, la cupola e il tetto crollarono, lasciando la cattedrale in rovina.

## Restauri
Nel 1952 iniziarono i lavori di restauro e gli studi archeologici.
Nel 1994 la cattedrale di Bagrati, insieme al monastero di Gelati, venne inserita nell'elenco dei patrimoni dell'umanità dell'UNESCO, come parte del patrimonio "Cattedrale di Bagrati e Monastero di Gelati".
Nel 2001, dopo i decenni di dominazione sovietica, venne restituita alla Chiesa ortodossa e apostolica georgiana. Essa viene utilizzata limitatamente per i servizi del culto religioso, ma è una grande attrattiva sia per i turisti che per i pellegrini.
I lavori di restauro si sono conclusi nel 2012, attraverso un intervento che ha riproposto le volumetrie originarie dell'edificio con materiali moderni, volutamente diversi sul piano figurativo. Questo intervento, giudicato invasivo e dannoso per l'autenticità del sito, ha portato l'UNESCO a inserire la cattedrale di Bagrati nella lista dei patrimoni dell'umanità in pericolo nel 2010 e poi a cancellarla dalla lista dei patrimoni dell'umanità nel 2017; il monastero di Gelati è invece rimasto iscritto.